# This Is the Night (chanson de Kurt Calleja)
Pour les articles homonymes, voir This Is the Night.
This Is the Night est la chanson de l'artiste maltais Kurt Calleja qui représente Malte au Concours Eurovision de la chanson 2012 à Bakou, en Azerbaïdjan.

## Eurovision 2012
La chanson est sélectionnée le 4 février 2012 lors d'une finale nationale.
Elle participe à la seconde demi-finale du Concours Eurovision de la chanson 2012, le 24 mai 2012.